# 붉은가슴흰꼬리딱새
붉은가슴흰꼬리딱새(학명: Ficedula parva) 또는 서양흰꼬리딱새는 참새목 솔딱새과에 속하는 새이다.

## 생김새
전체적인 생김새는 흰꼬리딱새와 유사하다. 흰꼬리딱새와 달리 아랫부리 기부가 밝고 윗꼬리덮깃이 흑갈색이다. 수컷은 목의 오렌지색과 가슴의 경계가 불명확하다.

## 서식지
유럽에서 시베리아 남서부, 코카서스, 이란 북부 등에서 번식하고 파키스탄, 인도 북부 등에서 월동한다. 낙엽활엽수림이 있는 밝은 숲, 공원, 산림 가장자리 등에서 서식한다.